# El poder del Ahora
El poder del Ahora es un libro de autoayuda, del escritor alemán Eckhart Tolle publicado en 1997, que, como el subtítulo del libro indica es: una guia para la iluminación espiritual.  Con profundidad y claridad [cita requerida] muestra un comparativo entre el sistema de pensamiento del ego y la consciencia del observador. La no identificación con el pensamiento es el mensaje esencial de su enseñanza. Conocer la importancia  de que el único tiempo que hay es el momento presente.
El libro ha sido recomendado por Oprah Winfrey . y traducido a 33 idiomas[cita requerida]. Hasta 2009 se estima que se han vendido en Norteamérica unos tres millones de ejemplares[cita requerida].

## Capítulos
Se compone de un prefacio escrito por Marc Allen, un prólogo por Russell E. Dicarlo, y los siguientes diez capítulos:
1. No eres tu mente
2. Conciencia: el camino para salir del dolor
3. Entrar profundamente en el Ahora
4. Estrategias mentales para evitar el Ahora
5. El estado de presencia
6. El cuerpo interno
7. Portales de acceso a lo No Manifestado
8. Relaciones iluminadas
9. Más allá de la felicidad y la infelicidad está la paz
10. El significado de la rendición